# Red Lodge
Red Lodge és una població dels Estats Units a l'estat de Montana. Segons el cens del 2000 tenia 2.177 habitants.

## Demografia
Segons el cens del 2000, Red Lodge tenia 2.177 habitants, 1.020 habitatges, i 528 famílies. La densitat de població era de 327,1 habitants per km².
Dels 1.020 habitatges en un 22,8% hi vivien nens de menys de 18 anys, en un 41,3% hi vivien parelles casades, en un 7,3% dones solteres, i en un 48,2% no eren unitats familiars. En el 39,8% dels habitatges hi vivien persones soles el 15% de les quals corresponia a persones de 65 anys o més que vivien soles. El nombre mitjà de persones vivint en cada habitatge era de 2,04 i el nombre mitjà de persones que vivien en cada família era de 2,76.
Per edats la població es repartia de la següent manera: un 20,2% tenia menys de 18 anys, un 6,9% entre 18 i 24, un 28,6% entre 25 i 44, un 24,9% de 45 a 60 i un 19,4% 65 anys o més.
L'edat mediana era de 42 anys. Per cada 100 dones de 18 o més anys hi havia 88,9 homes.
La renda mediana per habitatge era de 31.750 $ i la renda mediana per família de 40.260 $. Els homes tenien una renda mediana de 30.250 $ mentre que les dones 20.208 $. La renda per capita de la població era de 19.090 $. Aproximadament el 6,9% de les famílies i el 9,7% de la població estaven per davall del llindar de pobresa.

## Poblacions més properes
El següent diagrama mostra les poblacions més properes.